# Bietschhorn
Il Bietschhorn  (3.934 m) (il "Re del Vallese") è una delle montagne più alte delle Alpi bernesi. Si trova nel Canton Vallese (Svizzera).

## Geografia
A nord e ad ovest è chiuso dalla Lötschental mentre a sud si affaccia sulla valle del Rodano. I versanti nord-est e sud fanno parte del patrimonio dell'umanità dell'UNESCO insieme con Jungfrau ed il ghiacciaio dell'Aletsch.

## Salita alla vetta
Venne scalato la prima volta il 13 agosto 1859 da Leslie Stephen, accompagnato dalle guide Anton Siegen, Johann Siegen e Joseph Ebener. Oggi si può salire sulla vetta partendo da nord (dalla Lötschental) e passando dalla Bietschornhütte (2.565 m). In alternativa si può, partendo da sud, passare dalla Baltschiederklause (2.783 m). La salita è riservata ad alpinisti esperti.